# UFC 66
UFC 66: Liddell vs. Ortiz 2（ユーエフシー・シックスティシックス：リデル・ヴァーサス・オーティズ・ツー）は、アメリカ合衆国の総合格闘技団体「UFC」の大会の一つ。2006年12月30日、ネバダ州ラスベガスのMGMグランド・ガーデン・アリーナで開催された。
メインイベントでは、チャック・リデルとティト・オーティズの2度目の対戦となる世界ライトヘビー級タイトルマッチが行われた。

## 大会概要
メインイベントの世界ライトヘビー級タイトルマッチでは王者リデルが挑戦者オーティズをTKOで下し、4度目の王座防衛に成功した。
第4試合の勝者となったチアゴ・アウベスは試合後の検査において、禁止薬物の一つである利尿剤のスピロノラクトンの陽性反応により、ネバダ州アスレチック・コミッションより8か月間の出場停止処分と5,000ドルの罰金が科せられた。

## 試合結果

### プレリミナリィカード
第1試合 ヘビー級 5分3R
○  クリスチャン・ウェリッシュ vs.  アンソニー・ペロシュ ×
3R終了 判定3-0（29-28、29-28、29-27）
第2試合 ミドル級 5分3R
○  岡見勇信 vs.  ローリー・シンガー ×
3R 4:03 TKO（ギブアップ：マウントパンチ）
第3試合 ヘビー級 5分3R
○  ガブリエル・ゴンザーガ vs.  カーメロ・マレロ ×
1R 3:22 腕ひしぎ十字固め
第4試合 ウェルター級 5分3R
○  チアゴ・アウベス vs.  トニー・デソーザ ×
2R 1:10 KO（右膝蹴り）

### メインカード
第5試合 ライトヘビー級 5分3R
○  マイケル・ビスピン vs.  エリック・シェイファー ×
1R 4:24 TKO（レフェリーストップ：パウンド）
第6試合 ヘビー級 5分3R
○  アンドレイ・アルロフスキー vs.  マーシオ・"ペジパーノ"・クルーズ ×
1R 3:15 KO（パウンド）
第7試合 ミドル級 5分3R
○  ジェイソン・マクドナルド vs.  クリス・リーベン ×
2R 4:03 フロントチョーク
第8試合 ライトヘビー級 5分3R
○  キース・ジャーディン vs.  フォレスト・グリフィン ×
1R 4:41 TKO（レフェリーストップ：パウンド）
第9試合 UFC世界ライトヘビー級タイトルマッチ 5分5R
○  チャック・リデル vs.  ティト・オーティズ ×
3R 3:59 TKO（レフェリーストップ：パウンド）
※リデルが王座の4度目の防衛に成功。

### 各賞
ファイト・オブ・ザ・ナイト： チャック・リデル vs. ティト・オーティズ
ノックアウト・オブ・ザ・ナイト： キース・ジャーディン
サブミッション・オブ・ザ・ナイト： ジェイソン・マクドナルド